# ميرا علي (قيلاب)
میرا علي (بالفارسية: میراعلی) هي قرية تقع في قسم قيلاب الريفي، بمقاطعة أنديمشك التابعة لمحافظة خوزستان، إيران.